# Polymastia rara
Polymastia rara är en svampdjursart som beskrevs av Koltun 1966. Polymastia rara ingår i släktet Polymastia och familjen Polymastiidae.
Artens utbredningsområde är Kamtjatka. Inga underarter finns listade i Catalogue of Life.